# Коноша II
Коноша II — грузовая железнодорожная станция, находящееся в пригороде посёлка городского типа Коноша, недалеко от посёлка Коношоозёрский Коношского района Архангельской области. Находится в 5 километрах от станции Коноша I.

## Характеристика
Станция начала свою работу в 1964 году, находится в начале Печорской железной дороги. Станция относится к Архангельскому региону Северной железной дороги.
На станции заканчивается электрифицированный участок железной дороги, далее на Вересово идёт неэлектифицированная дорога. Поэтому все грузовые поезда делают здесь остановку для смены локомотива, с электровоза на тепловоз и обратно.
Все пассажирские поезда проходят мимо этой станции и не делают на ней остановку. Смена локомотива пассажирских поездов происходит на станции Коноша I.
К северу от станции расположен посёлок Коношоозёрский, к югу от станции находится ПГС (пригород Коноши).

## Пригородное сообщение
Через станцию проходят пригородные поезда Коноша II - Вожега (1 пара поездов в сутки) и Кулой - Коноша (1 пара поездов в сутки).